# 阿尔宗河畔博讷
阿尔宗河畔博讷（法語：Beaune-sur-Arzon，法語發音：[bon syʁ aʁzɔ̃]）是法国上卢瓦尔省的一个市镇，属于勒皮区。

## 地理
阿尔宗河畔博讷（45°16'47"N, 3°48'57"E）面积14.38 平方千米，位于法国奥弗涅-罗讷-阿尔卑斯大区上盧瓦爾省，该省份为法国中南部省份，北起多姆山省和卢瓦尔省，西接康塔爾省，南至洛泽尔省，东临阿尔代什省。
与阿尔宗河畔博讷接壤的市镇（或旧市镇、城区）包括：绍姆利、阿尔宗河畔克拉波讷、费利讷、瑞利扬日、圣乔治拉格里科勒。

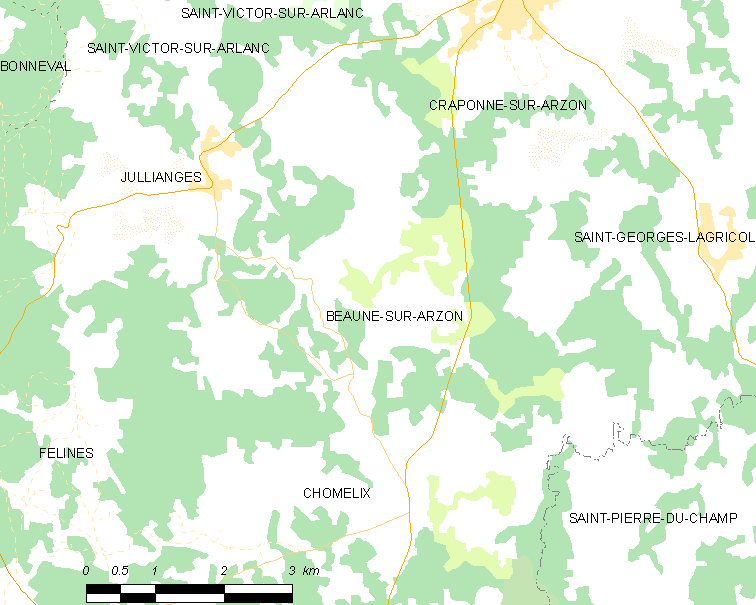
阿尔宗河畔博讷的OSM定位图

阿尔宗河畔博讷的时区为UTC+01:00、UTC+02:00（夏令时）。

## 行政
阿尔宗河畔博讷的邮政编码为43500，INSEE市镇编码为43023。

## 政治
阿尔宗河畔博讷所属的省级选区为上沃莱花岗岩高原县。

## 人口

1962-2008年间阿尔宗河畔博讷人口变化图示

阿尔宗河畔博讷于2022年1月1日时的人口数量为217人。